# Aloe saundersiae
Aloe saundersiae é uma espécie de liliopsida do gênero Aloe, pertencente à família Asphodelaceae.